# Гуревич, Борис Максович
Бори́с Ма́ксимович Гуре́вич (23 марта 1931, Москва, СССР — 10 января 1995, Москва, Россия) — советский борец классического (греко-римского) стиля, олимпийский чемпион 1952 года, заслуженный мастер спорта СССР (1952), заслуженный тренер России. Первый советский олимпийский чемпион по борьбе. Двукратный чемпион мира (1953, 1958), двукратный чемпион СССР (1950, 1955), второй призёр чемпионата СССР (1952, 1959, 1960), третий призёр чемпионата СССР (1963).

## Биография
Родился в 1931 году в Москве.
В детстве занимался спортивной гимнастикой. По окончании семи классов школы поступил в техникум физкультуры в посёлке Малаховка. Борьбой начал заниматься только в 1948 году, выступив практически без подготовки в первенстве ЦС ДСО «Большевик», где не выиграл ничего, однако проявил потенциал, и вскоре полностью перешёл на занятия борьбой. В 1949 году победил в первенстве ЦС ДСО «Большевик», в 1950 году выигрывает первенство ВЦСПС и чемпионат СССР.
На летних Олимпийских играх 1952 года в Хельсинки боролся в весовой категории до 52 кг (наилегчайший вес). В предварительных схватках:
- в первом круге выиграл решением судьи со счётом 3-0 у Боривоя Вукова (Югославия);
- во втором круге на 5-й минуте тушировал Свена Томсена (Дания);
- в третьем круге выиграл решением судьи со счётом 3-0 у Белы Кенеша (Венгрия);
- в четвёртом круге выиграл решением судьи со счётом 3-0 у Морица Мевиса (Бельгия);

По существовавшим тогда правилам трое борцов, набравших наименьшее количество штрафных баллов в предварительных схватках выходили в финал, где разыгрывали награды между собой.
- в пятом круге выиграл решением судей со счётом 3-0 у Лео Хонкала (Финляндия);
- в шестом круге не участвовал.

В финальной схватке Гуревичу противостоял глухонемой борец Игнацио Фабра (Италия), который также выиграл у финна в шестом круге. В начале схватки Гуревич проигрывал, и на последних секундах поединка подошёл к сопернику и поднял руки, предлагая себя бросить. Итальянец неправильно понял команду своего тренера, поданную жестами и вошёл в захват, а затем попытался провести бросок прогибом, но Гуревич сковал соперника в полёте и накрыл его, таким образом совершив оценённое результативное действие и став олимпийским чемпионом.
Окончил Институт физической культуры имени П. Ф. Лесгафта, работал тренером.
Умер в 1995 году в Москве. Похоронен на Востряковском еврейском кладбище.
Памяти Бориса Гуревича проводится ежегодный международный юношеский турнир в Москве.

## Награды
- Орден «Знак Почёта» (16.09.1960) — за успешные выступления в XVII летних и VIII зимних Олимпийских играх 1960 года, а также за выдающиеся спортивные достижения[5]